# Ганиева, Ана Ханум Исмаил кызы
Ана Ханум Исмаил кызы Ганиева (азерб. Anaxanım İsmayıl qızı Qəniyeva; 20 сентября 1914, Баку — 24 октября 1976, там же) — пекарь-мастер Бакинского хлебокомбината № 2 Министерства пищевой промышленности Азербайджанской ССР, Герой Социалистического Труда (1971).

## Биография
Родилась 20 сентября 1914 года в городе Баку Бакинской губернии.
Начала трудовую деятельность в 1930 году рабочей, с 1941 года работает в системе Министерства пищевой промышленности Азербайджанской ССР. Позже мастер выпекания хлеба 1 разряда и бригадир на хлебобулочном комбинате № 2 города Баку. Ганиева приготовила и выпекла множество новых сортов хлеба. Бригада, которой руководила Ана Ханум Ганиева, в 1959 году удостоилась почетного звания «Бригада коммунистического труда».
Указом Президиума Верховного Совета СССР от 26 апреля 1971 года за выдающиеся успехи, достигнутые в выполнении заданий пятилетнего плана по развитию пищевой промышленности, Ганиевой Ана Ханум Исмаил кызы присвоено звание Героя Социалистического Труда с вручением ордена Ленина и золотой медали «Серп и Молот».
Активно участвовала в общественно-политической жизни страны. Член КПСС с 1944 года. Делегат XXII съезда КПСС.
Скончалась 24 октября 1976 года в родном городе Баку, столице Азербайджанской ССР.